# Accelerated Mobile Pages
Accelerated Mobile Pages (z angielskiego „Przyspieszone Strony Mobilne”) w skrócie: AMP – open source’owa inicjatywa doskonalenia wrażeń użytkownika przy korzystaniu ze stron internetowych na urządzeniach mobilnych. Projekt rozwijany jest pod przewodnictwem firmy Google. Cechą charakterystyczną stron AMP jest nacisk na szybkość ładowania się stron w przeglądarce nawet przy korzystaniu z pasma danych pakietowych o mniejszej przepustowości (EDGE, 3G). Jest to możliwe dzięki specjalnym mechanizmom JavaScript zarządzającym ładowaniem zasobów na stronie internetowej oraz usłudze AMP Cache. W grudniu 2018 roku najbardziej popularny system zarządzania treścią na świecie, WordPress udostępnił oficjalne rozszerzenie pozwalające na pełną integrację standardu AMP ze stronami internetowymi stworzonymi przy użyciu tego oprogramowania.

## Framework
Strony internetowe AMP składają się z trzech głównych komponentów:
- Specyfikacji AMP HTML, która reguluje wykorzystanie kodu HTML, ograniczając użycie niektórych elementów zarówno w kodzie HTML, jak i w stylach CSS,
- AMP JavaScript, który zarządza ładowaniem treści i zasobów na danej stronie
- AMP Cache, czyli usługi walidacji i hostingu stron AMP

### AMP Cache
Cache dla większości stron AMP jest dostarczany przez Google. W marcu 2017 do projektu dołączyło Cloudflare.